# Stientje van Veldhoven
Stientje van Veldhoven-van der Meer (Utrecht, 22 juni 1973) is een Nederlands voormalig politica van Democraten 66 (D66).
Ze was staatssecretaris van Infrastructuur en Waterstaat in het kabinet-Rutte III van 26 oktober 2017 tot 1 november 2019 en opnieuw van 14 april 2020 tot 19 juli 2021. In de tussenliggende periode was ze minister voor Milieu en Wonen om een deel van de taken van Kajsa Ollongren over te nemen, die met ziekteverlof was. Eerder was ze lid van de Tweede Kamer der Staten-Generaal (2010-2017).

## Biografie

### Studie en carrière
Van Veldhoven studeerde Beleid & Bestuur in Internationale Organisaties aan de Rijksuniversiteit Groningen en universiteiten in Nijmegen, Parijs en Brussel. Zij was ambtenaar op het ministerie van Economische Zaken, waar ze onder andere leider van het programma Zuidvleugel Randstad was, en zes jaar diplomaat bij de Europese Unie in Brussel. Van 2007 tot 2009 was ze secretaris van de D66-afdeling België en Luxemburg.

### Politieke carrière

#### Tweede Kamer
Van 17 juni 2010 tot en met 26 oktober 2017 was Van Veldhoven voor D66 lid van de Tweede Kamer. Ze had daar de portefeuille energie, klimaat, gaswinning en circulaire economie toebedeeld gekregen. Daarnaast was zij secretaris van de fractie en lid van het Presidium van de Tweede Kamer.
Op 8 januari 2016 diende zij een wetsvoorstel in omtrent het afschaffen van de vermelding van bij de gratie Gods bij de ondertekening van wetten.

#### Staatssecretaris
Op 26 oktober 2017 werd Van Veldhoven beëdigd als staatssecretaris van Infrastructuur en Waterstaat (in het buitenland mocht zij de titel minister voor Milieu voeren) belast met milieu, luchtkwaliteit, circulaire economie, verkeersemissies en brandstoffen, bodem, openbaar vervoer, het spoor- en fietsbeleid, het KNMI en de Autoriteit voor Nucleaire veiligheid in het kabinet-Rutte III. Op 14 april 2020 nam Van Veldhoven haar taken als staatssecretaris weer over, nadat Ollongren terugkeerde als minister van Binnenlandse Zaken en Koninkrijksrelaties.

#### Minister
Op 1 november 2019 werd Van Veldhoven minister in het kabinet-Rutte III, omdat Kajsa Ollongren met ziekteverlof ging. De post viel onder het ministerie van Infrastructuur en Waterstaat.
Als minster was Van Veldhoven belast met de portefeuilles milieu (o.a. geluidhinder, externe veiligheid en risico’s, gevaarlijke stoffen, biociden en gewasbescherming buiten landbouw, luchtkwaliteit), circulaire economie, duurzaam vervoer, verkeersmissies en brandstoffen, bodem, fietsbeleid, KNMI, Autoriteit Nucleaire Veiligheid en Stralingsbescherming, Planbureau voor de Leefomgeving, wonen, dienst huurcommissie, ruimtelijke ontwikkeling (inclusief structuurvisie en nationale omgevingsvisie), omgevingswet, crisis- en Herstelwet, wet ruimtelijke ordening en kadaster.

### Carrière na politiek
Ze kondigde per 19 juli 2021 haar afscheid uit de politiek aan om vanaf 1 september van dat jaar vicepresident/directeur Europa van het World Resources Institute te worden.
- Parlement.com: viehieo6fpzq
- Virtual International Authority File: 426151247975244270003